# Filadelfeia-Chalkidona
Filadelfeia-Chalkidona (Grieks: Φιλαδέλφεια-Χαλκηδόνα) is sedert 2011 een fusiegemeente (dimos) in de Griekse bestuurlijke regio (periferia) Attica.
De twee deelgemeenten (dimotiki enotita) van de fusiegemeente zijn:
- Nea Chalkidona (Νέα Χαλκηδόνα)
- Nea Filadelfeia (Νέα Φιλαδέλφεια)